# جیمی زامبرانو
جیمی زامبرانو (انگلیسی: Jimmy Zambrano؛ زادهٔ ۲ نوامبر ۱۹۶۷) موسیقی‌دان اهل کلمبیا است.